# Михалевич, Валерий Анатольевич
Валерий Анатольевич Михалевич (23 ноября 1962, Владимир) — советский и российский футболист, защитник; тренер.
В 1978 году окончил владимирскую школу № 14. Воспитанник футбольной школы «Мотор» Владимир, первый тренер И. В. Бодренков.
Выступал за команды низших лиг СССР и России «Целинник» Целиноград (1983—1984), «Торпедо» Владимир (1984—1985), «Динамо» Вологда (1986—1989, 1992—1995, 1997), «Булат» Череповец (1990—1991, 1996). В составе «Динамо» провел 304 матча, забил 1 мяч.
Играл на любительском уровне за «Сухону» Сокол (1998), «Северсталь» Череповец (1999).
С 2005 года — тренер-преподаватель вологодской СДЮСШОР № 3 по футболу. Имеет среднее-техническое образование, I квалификационную категорию.